# US-Truppentransporte im Ersten Weltkrieg

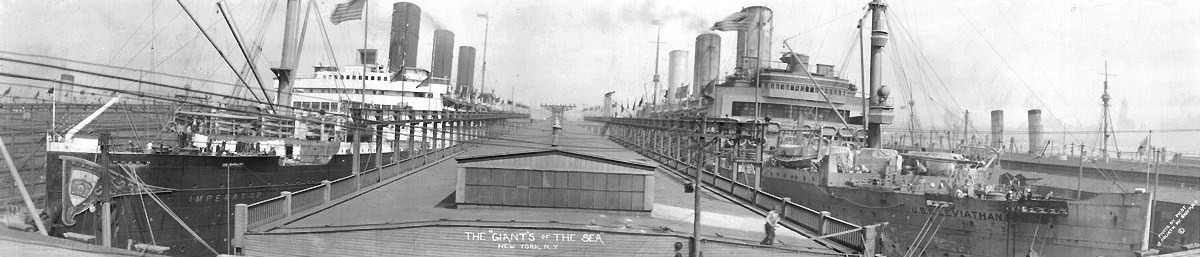
Mai 1919, die Imperator (links) und USS Leviathan ex Vaterland (gemeinsam in Hoboken, New Jersey)

Die US-Truppentransporte im Ersten Weltkrieg wurden vorwiegend mit britischen und US-amerikanischen Schiffen durchgeführt, darunter rund 20 in den USA internierten deutschen Passagierschiffen, wie die Vaterland, seinerzeit eines der größten Schiffe der Welt.

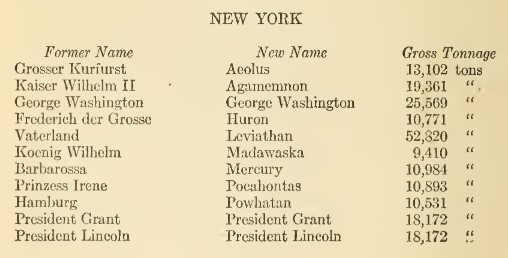
Deutsche Auflieger in New York

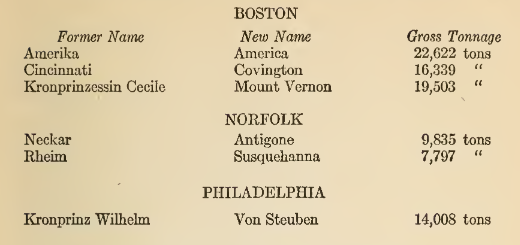
Deutsche Auflieger in Boston, Norfolk und Philadelphia

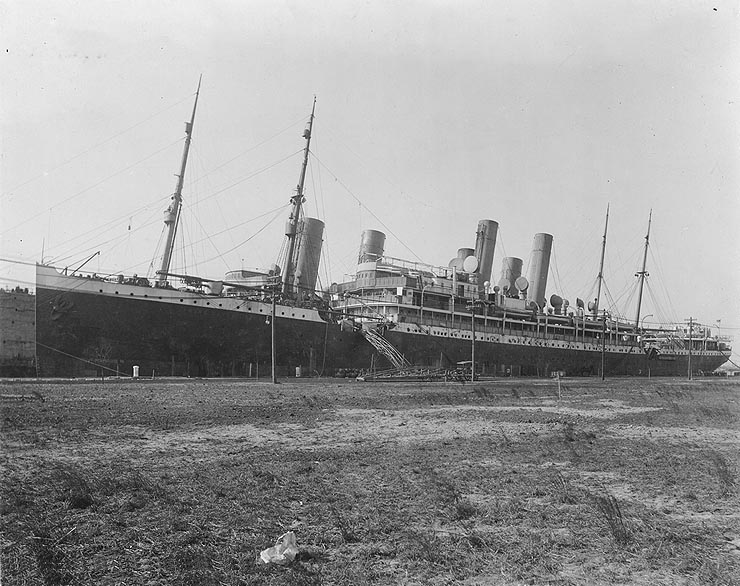
Zwei aufgelegte deutsche Hilfskreuzer am 28. März 1917 in Philadelphia. Die Prinz Eitel Friedrich (später USS DeKalb) und dahinter Kronprinz Wilhelm (später Von Steuben)

Als die Vaterland, das zweite der drei Imperator-Klasse-Schiffe der Hamburg-Amerika-Linie (HAPAG) unter Führung ihres Vorsitzenden Albert Ballin ihre Jungfernfahrt in New York am 23. Mai 1914 beendete, veranstaltete der deutsche Botschafter Johann Heinrich von Bernstorff einen Mittagsempfang. US Navy Captain Albert Gleaves, Kommandant der New York Navy Yard, war ein geladener Gast. Er sprach mit einem der nautischen HAPAG-Offiziere und erkundigte sich nach dem Potenzial des Schiffes, sollte es im Kriegsfall Truppen transportieren.
Auch die Vaterland wurde zum Truppentransporter umgebaut und hieß Leviathan, nachdem die USA dem Deutschen Kaiserreich den Krieg aufgrund der Wiederaufnahme des uneingeschränkten U-Boot-Kriegs erklärte. Der deutsche Kaiser und die Militärführung rechneten nicht mit dieser Antwort, weil die USA nach ihrer Meinung nicht in der Lage sein würden, eine Armee mit Ausrüstung über den Atlantik zu transportieren und zu versorgen. Um ihre Verbündeten zu unterstützen, wollten die USA zum Frühsommer 1917 eine erste Infanteriedivision nach Frankreich schicken. Die Schiffe der ersten Konvois, die aus Handelsschiffen und den Eskorten bestand, wurden im Juni 1917 aufgestellt. General John J. Pershing wurde 1917 zum Oberbefehlshaber der US-Streitkräfte in Europa ernannt und Admiral Gleaves erhielt 1917 das Kommando zur Realisierung der Truppentransporte nach Frankreich.
Zu dieser Zeit lagen rund 90 deutsche Schiffe, davon neunzehn Passagierschiffe sowie zwei deutsche Hilfskreuzer, in den US-Häfen. Sie wurden interniert wie die Vaterland oder die President Lincoln und hatten 1914 bei Kriegsbeginn und auch später, wie der zum Hilfskreuzer umgebaute Dampfer Prinz Eitel Friedrich, in den Häfen der Vereinigten Staaten Schutz vor der britischen Marine gesucht und wurden hier aufgelegt. Nach dem Umbau zum Truppenschiff wurde die Vaterland am 6. September 1917 in Leviathan umbenannt und die erste Reise des Schiffes startete am 17. Dezember 1917 von New York mit 7.250 Soldaten, später waren es sogar 12.000 Soldaten. Sie war eines von fünfundvierzig US-amerikanischen Schiffen der US Navy, die etwa die Hälfte der über zwei Millionen US-Soldaten nach Frankreich brachten und war mit anderen deutschen Schiffen maßgeblich an dem Erfolg der Amerikaner und Alliierten während des Ersten Weltkriegs beteiligt. Sie beförderten auf 164 Reisen fast 600.000 Mann, etwa ein Viertel der US-Soldaten.

## Februar 1917 Uneingeschränkter U-Boot-Krieg, 6. April 1917 Kriegserklärung der USA
1915 war der Uneingeschränkte U-Boot-Krieg wegen des „Lusitania-Zwischenfall“ eingestellt worden. Im Januar 1917 kündigte das deutsche Kaiserreich in einer Note an die Vereinigten Staaten die Wiederaufnahme des uneingeschränkten U-Boot-Krieges zum 1. Februar an. Ebenfalls im Januar 1917 entschlüsselte der amerikanische Geheimdienst die Zimmermann-Depesche, ein deutsches Bündnisangebot an Mexiko für den Fall, dass die USA in den Krieg eintreten sollte.
Die USA brachen am 3. Februar die diplomatischen Beziehungen zu Deutschland ab. In den USA regierte Woodrow Wilson, er hatte am 7. November 1916 die Präsidentschaftswahl in den Vereinigten Staaten mit knappem Vorsprung gewonnen und wurde für eine zweite Amtszeit als Präsident der Vereinigten Staaten wiedergewählt. Der deutsche Kaiser und die Militärführung rechneten nicht damit, dass die Vereinigten Staaten in den Ersten Weltkrieg eintreten würden. Auch weil sie nach Meinung der Militärführung nicht in der Lage wären, eine Armee mit der notwendigen Ausrüstung über den Atlantik zu transportieren und zu versorgen.
Im April 1917 votiert der US-Senat jedoch mit 82 zu sechs Stimmen für eine Kriegserklärung an das Deutsche Reich und wurde mit großer Mehrheit vom US-Repräsentantenhaus bestätigt. Die Vereinigten Staaten erklärten dem Deutschen Reich am 6. April 1917 den Krieg.

## 7. Mai 1917 General John J. Pershing wird Oberbefehlshaber der US-Streitkräfte in Europa

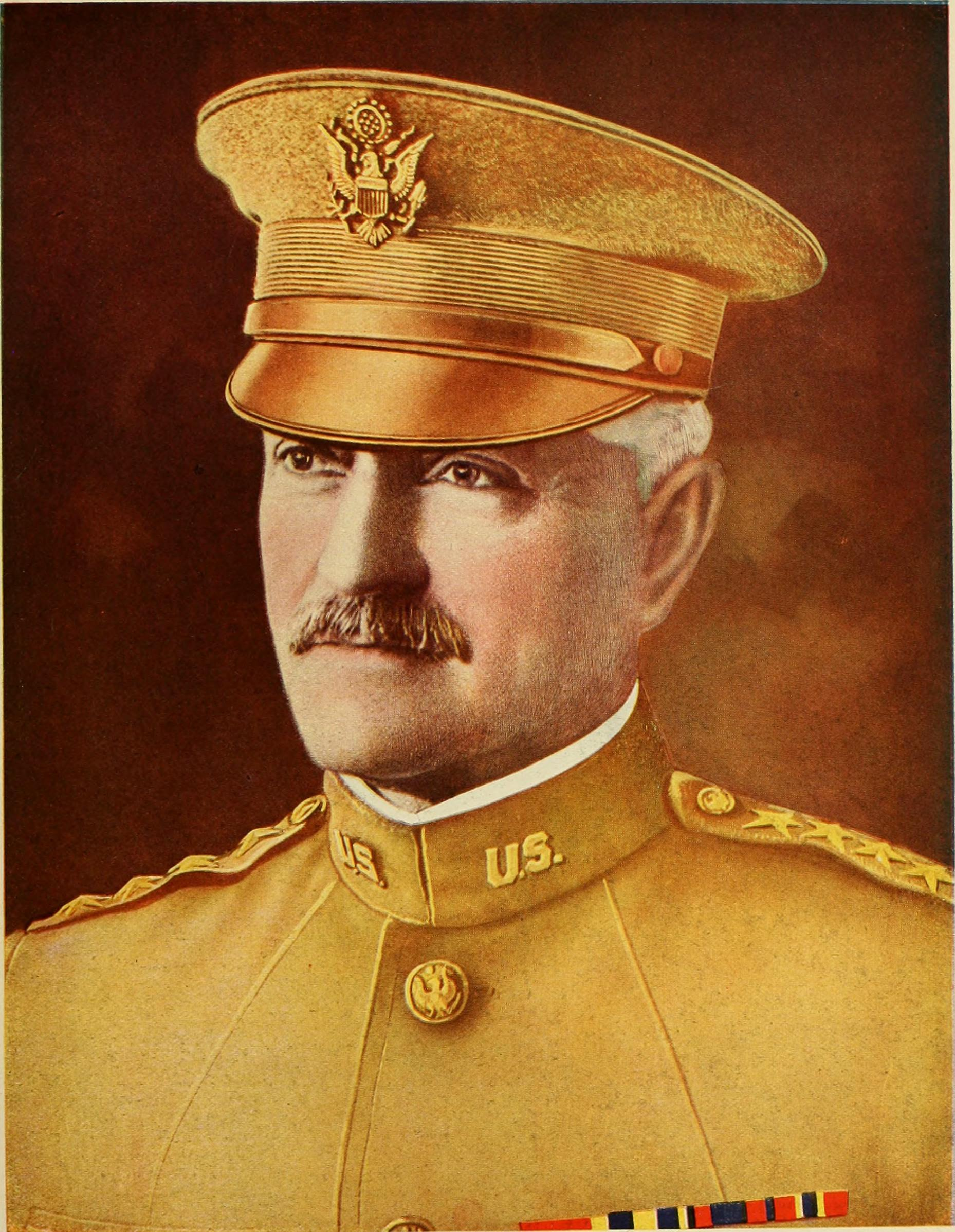
General John J. Pershing

Um ihre Verbündeten zu beruhigen, waren die USA entschlossen, bis zum Frühsommer eine Infanteriedivision nach Frankreich zu schicken. Am 7. Mai 1917 wurde General John J. Pershing nach Washington befohlen. Präsident Woodrow Wilson ernannte ihn zum Oberbefehlshaber der US-Streitkräfte in Europa, der sogenannten American Expeditionary Forces. Am 28. Mai fuhr Pershing nach Frankreich, um die Ankunft der amerikanischen Schiffe und Soldaten vorzubereiten.
Das US-Heer und die US-Marine waren für den Transport der Soldaten über den Atlantik jedoch nicht ausgestattet, und da auch die Handelsmarine nur über wenig hochseetüchtige Passagierschiffe verfügte, wurde ein Komitee beauftragt, sich um geeignete neue und gebrauchte Schiffe zu kümmern. Da die benötigten Stahlmengen für Neubauten kurzfristig nicht zur Verfügung standen, sollten als erste Lösung Holzschiffe konstruiert und gebaut werden. Diese Idee wurde schnell verworfen, vor allem jedoch, da in amerikanischen Häfen viele große deutsche Passagierschiffe auflagen.

## 23. Mai 1917 Admiral Albert Cleaves erhält das Kommando über den Truppentransport

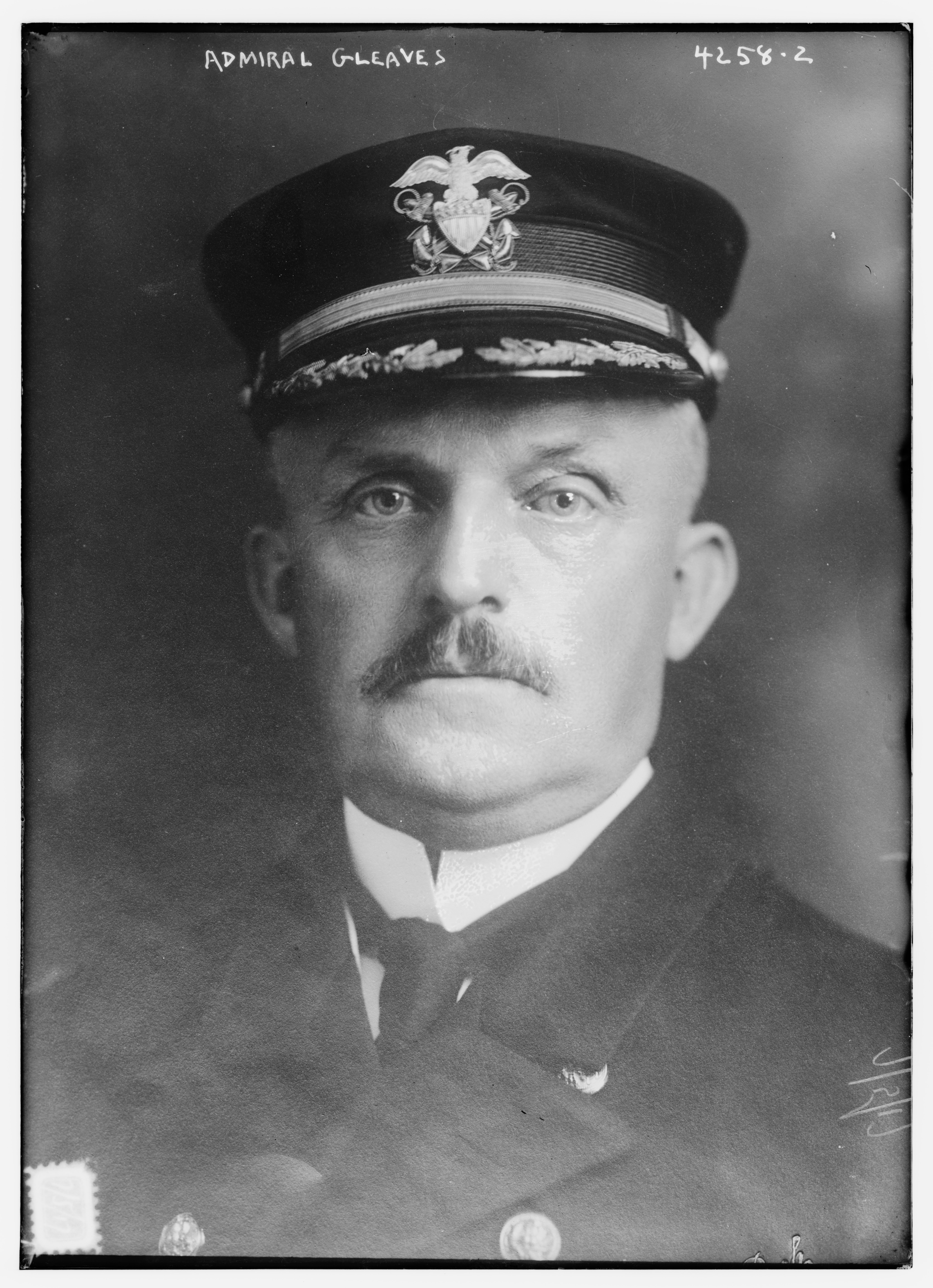
Albert Gleaves 1917

Als die Vereinigten Staaten in den Krieg eintraten, hatte Admiral Albert Cleaves das Kommando über die Zerstörer der Atlantikflotte. Am 23. Mai 1917 wurde er in Washington vom Marineminister Josephus Daniels darüber informiert, dass er im Rahmen der American Expeditionary Forces (AEF) den ersten Konvoi nach Frankreich kommandieren sollte. Am 29. Mai, erhielt er den Befehl, der ihn zum „Commander of Convoy Operations in the Atlantic“ ernannte. Vom Panzerkreuzer Seattle aus begab er sich nach New York, um die dafür notwendigen Vorbereitungen zu beschleunigen. Damit wurde der Grundstein für die bis dahin größte Transportflotte der Geschichte gelegt.

## Mai bis Juni 2017 Auswahl der amerikanischen Truppentransporter
Es gab wenig geeignete US-Schiffe für den transatlantischen Konvoibetrieb und es war notwendig, Hochseeschiffe zu requirieren und sie so schnell wie möglich für den Truppentransport umzubauen. Der 1898 gegründete Army Transport Service wurde beauftragt, die verfügbaren Schiffe zu sichten. Sie wählte im Mai 1917 Schiffe für diesen Zweck aus, darunter auch die Finland. Sie wurde am 2. Juni 1917 als letztes der 14 amerikanisch-registrierte Schiffe der US Army übergeben.
Zur Umrüstung der beschlagnahmten bzw. gecharterten Schiffe zu Hilfsschiffen der U.S. Navy wurden sie entsprechend umgebaut, mit Kanonen bewaffnet, mit Ausguckstationen und einem Kommunikationssystem sowie entsprechenden Truppenunterkünften ausgestattet. Die Methode der Versorgung und Art der Verpflegung wurden ausgearbeitet und die sanitären Verhältnisse auf den Schiffen so weit wie möglich optimiert. Die Zahl der gelieferten Rettungsgürtel lag pro Schiff 10 Prozent über der Zahl der geplanten Passagiere. Es wurden ausreichend Rettungsflöße bereitgestellt und an allen möglichen Stellen angebracht, so dass alle Personen auf den Rettungsbooten und -flößen untergebracht werden konnten, auch wenn das Schiff wegen Schlagseite nur einseitig zu verlassen war.

## Juni 1917 DieFinlandwird Truppentransporter
Die Finland war wie auch die zwei Kühlschiffe Pastores und Tenadores  der ersten Konvoigruppe bis zur Kriegserklärung in Fahrt, hatte also nicht wie die deutschen Schiffe 3 Jahre aufgelegen. Die Finland wurde innerhalb von nur zwei Wochen für den Kriegseinsatz umgerüstet. Dazu wurde sie bewaffnet und sämtliche Unterkünfte der Passagiere wurden demontiert und durch Schlafsäle ersetzt. Weitere sanitäre Anlagen und Kombüsen wurden eingebaut und schon am 14. Juni 1917 legte die Finland mit dem 18. Infanterieregiment an Bord in New York nach Brest ab. Sie war mit 12.000 BRT der größte der Truppentransporter in den insgesamt vier Konvoigruppen dieser ersten Expedition. Sie befand sich in der 3. Gruppe und es folgten nach Abschluss dieser 1. Überfahrt zahlreiche weitere Truppenfahrten von New York Frankreich.

## Aufgelegte Schiffe wurden Truppentransporter

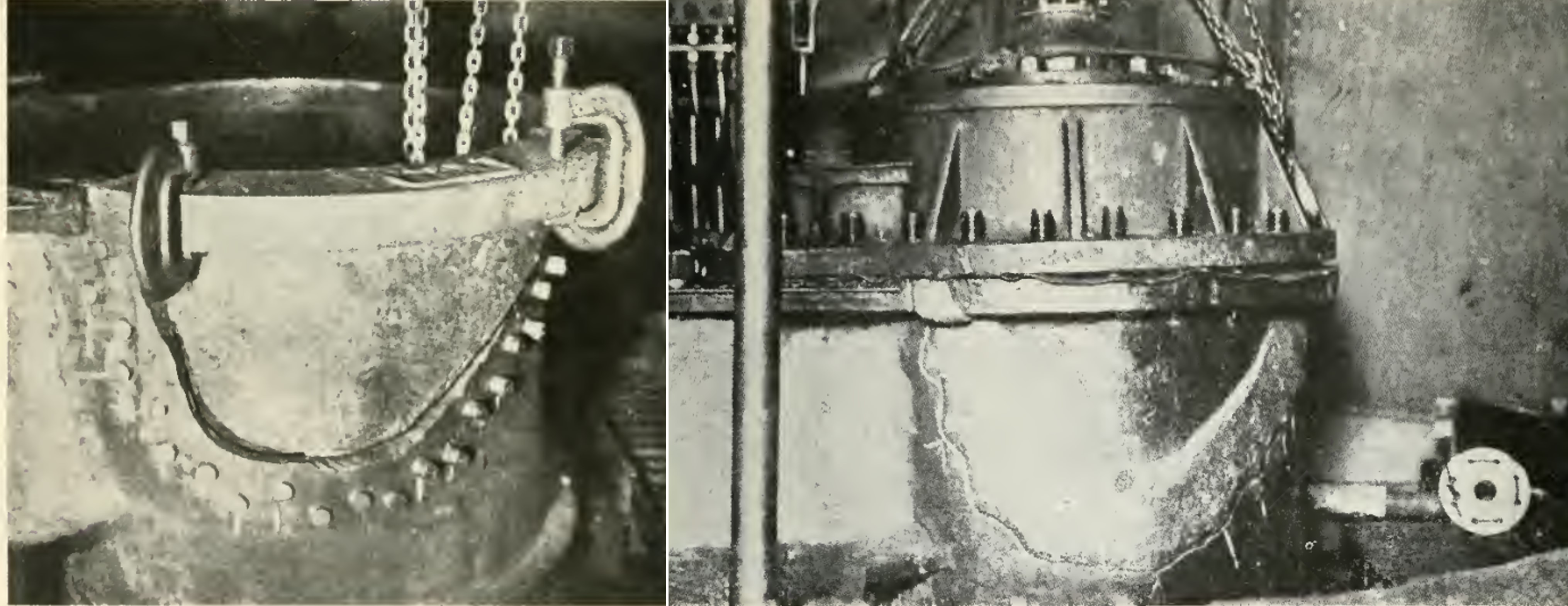
Ventilgehäuse, Reparierte Sabotage

Rund 20 deutsche Passagierschiffe hatten 1914 bei Kriegsbeginn in den Häfen der Vereinigten Staaten Schutz vor der britischen Marine gesucht, wurden hier aufgelegt und von Notbesatzungen in Betrieb gehalten. Von der berühmten Schnelldampferklasse der Kaiserklasse des Norddeutschen Lloyd mit vier Dampfern lagen drei in Häfen der USA, die
- Kronprinz Wilhelm (1901 bis 1923; Schwesterschiff der Kaiser Wilhelm der Große; 23,51 Knoten Maximalgeschwindigkeit, Blaues-Band-Gewinner und Hilfskreuzer der Kaiserlichen Marine, umbenannt in USS Von Steuben), die
- Kaiser Wilhelm II. (1902 bis 1940; 23,58 Knoten Maximalgeschwindigkeit, Blaues-Band-Gewinner und als Truppentransporter umbenannt in USS Agamemnon) und die
- Kronprinzessin Cecilie (1907 bis 1940; 23,6 Knoten Maximalgeschwindigkeit; umbenannt in USS Mount Vernon)

Sie wurden für Truppentransporte eingesetzt.

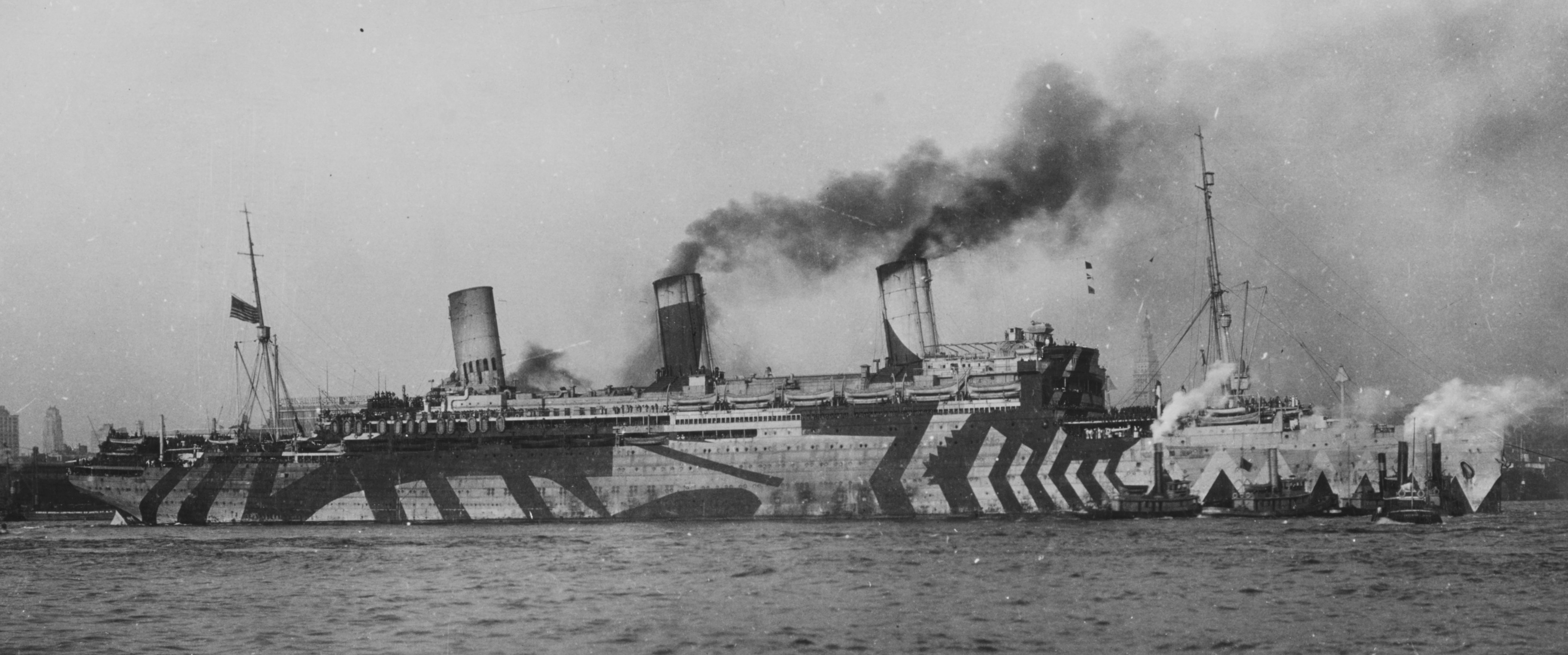
Leviathan in Tarnanstrich (Dazzle camouflage)
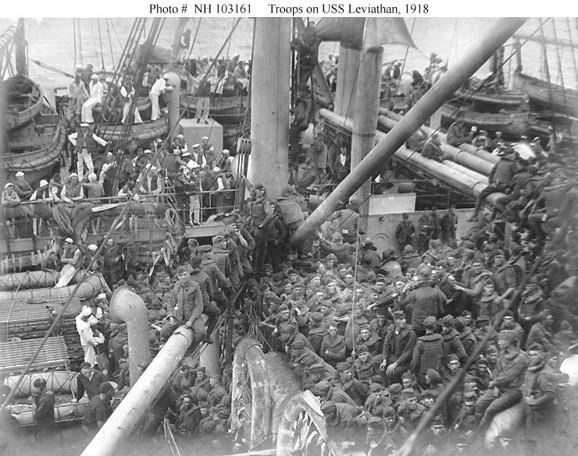
Leviathan, Truppentransport nach Frankreich
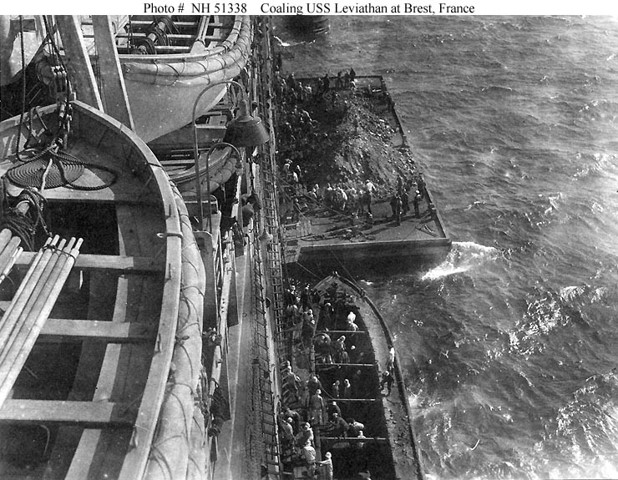
Leviathan beim Bunkern von Kohle in Brest
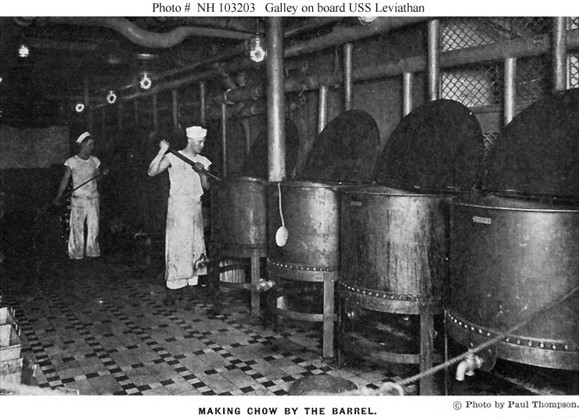
Beim  Truppentransporter Leviathan in der Kombüse
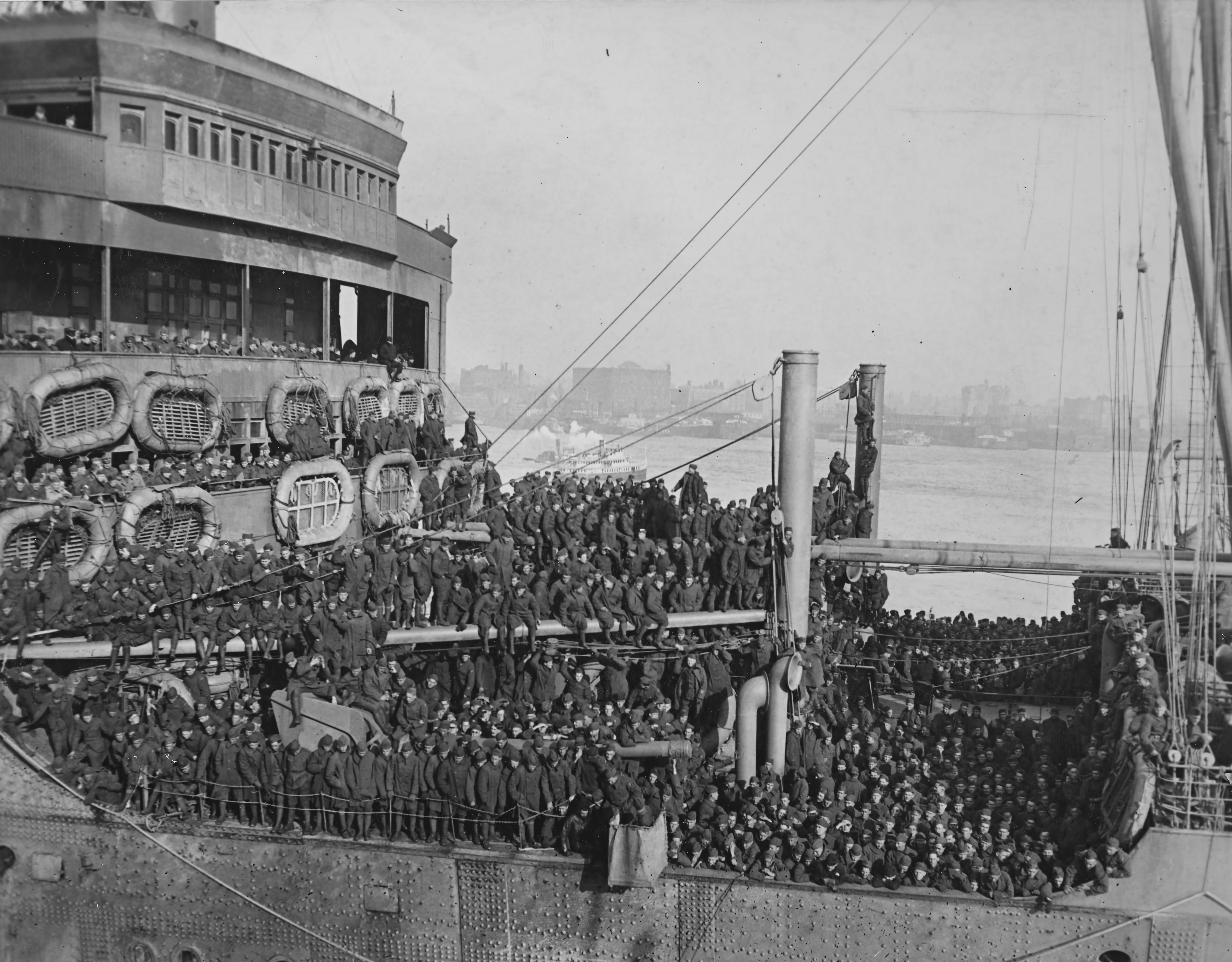
Leviathan, Truppentransport zurück in die USA

Als sich die Verhältnisse zwischen Deutschland und den USA im Laufe der Kriegsjahre änderten und der Kriegseintritt der Vereinigten Staaten wahrscheinlicher wurde, wollten die deutschen Besatzungen verhindern, dass diese Schiffe gegen Deutschland eingesetzt würden und verübten Sabotage. Sie demontierten wichtige Teile an Deck und auf der Brücke, zerstörten in den Maschinenräumen die Ventile sowie die Zylinder der riesigen Dampfmaschinen und ließen Ersatzteile verschwinden. Die amerikanischen Werften waren findig und mit dem Einsatz des noch neuen elektrischen Schweißverfahren konnte vieles repariert werden.

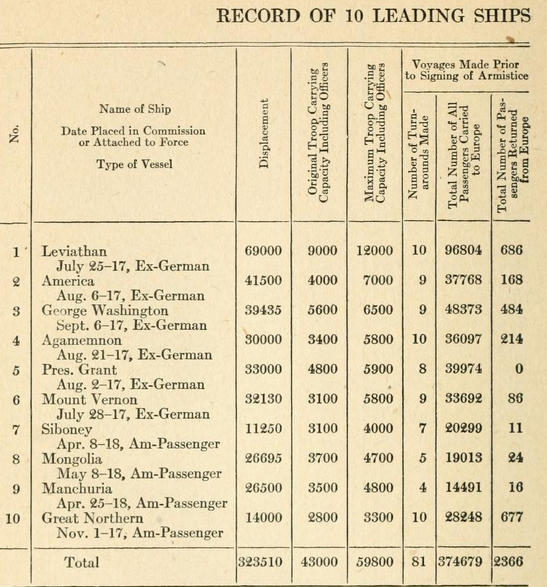
Tabelle F mit Daten zur Transportleistung der 10 vorderen Schiffe

## Juli 1917Vaterland, Umbau in das US TruppenschiffLeviathan
Die nicht demontierten Schiffe wie die riesige Vaterland, war schnell umgebaut. Mit 52.000 BRT seinerzeit eines der größten Schiffe der Welt, traf sie Ende Juli 1914 in New York City ein, gerade als der Erste Weltkrieg ausbrach. Aufgrund der britischen Vorherrschaft auf den Weltmeeren war es fraglich, ob eine sichere Rückkehr nach Deutschland möglich war. Daher wurde sie im Hafen von Hoboken, aufgelegt und blieb hier fast drei Jahre lang liegen. Das Schiff wurde beschlagnahmt und im Juli 1917 der Marine zum Umbau in ein Truppenschiff übergeben. Sie passte aufgrund ihrer Größe in kein Dock und daher wurde das Unterwasserschiff von Tauchern vom Bewuchs (Fouling) gereinigt. Nach Fertigstellung wurde sie am 6. September 1917 in Leviathan umbenannt und nach der Probefahrt nach Cuba erfolgte die ersten beiden Reisen als Truppentransporter am 17. Dezember 1917 von New York aus mit 7.250 Soldaten nach Liverpool.

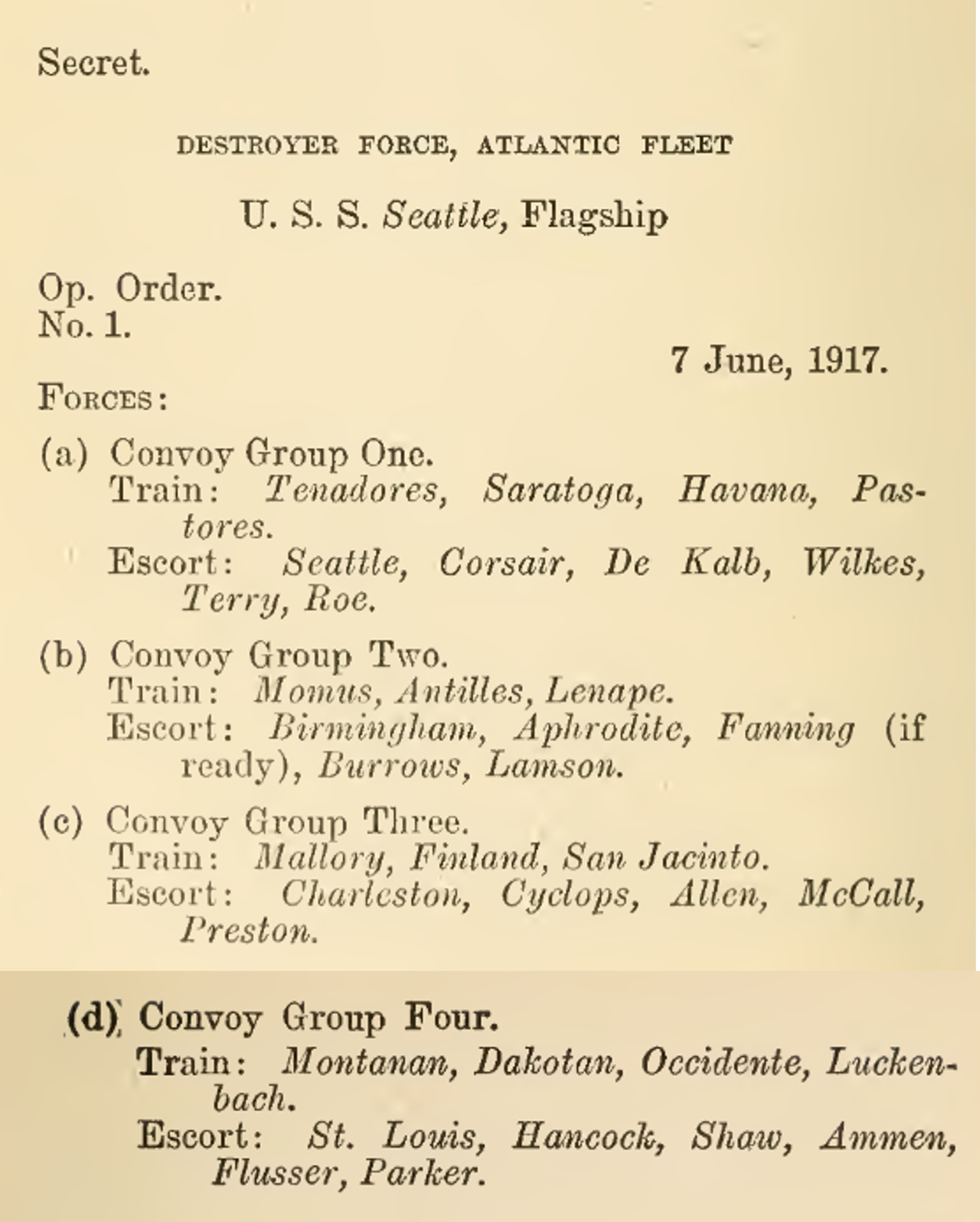
Aufstellung der Konvoigruppen 1 bis 4

In Liverpool, England, verbrachte das Schiff fünfzig Tage im Trockendock, wo die Truppenkapazität auf 8.200 Mann erhöht wurde.  Die weiteren Fahrten gingen nach Brest, Frankreich, und die Truppenkapazität wurde bis zum Sommer 1918 schrittweise auf 10.500 und mit Doppelkojen auf 14.000 erhöht. Die Geschwindigkeit des Schiffes erlaubte die Durchfahrt ohne Geleitschutz, und oft fuhren die Leviathan und die schnellen Schiffe Great Northern und Northern Pacific gemeinsam ohne Geleitschutz. Während des Krieges unternahm das Schiff zehn Hin- und Rückfahrten und transportierte mehr als 119.000 Soldaten nach Europa. Nach dem Krieg wurde dieser Prozess umgekehrt, und die letzte Reise des Schiffes mit zurückkehrenden Truppen kam am 8. September 1919 an. Das Schiff wurde am 29. Oktober 1919 außer Dienst gestellt und an die Schifffahrtsbehörde übergeben, wo es bis April 1922 in Hoboken auflag.

## Juni 1917, die ersten Konvois starten in New York
Die Schiffe der ersten Konvois, die aus Handelsschiffen und den Eskorten bestand, wurden im Juni 1917 aufgestellt. Die erste Expedition umfasste vier einzelne Konvois, die sich aus 3 bis 4 Handelsschiffen mit ihren 4 bis 7 Bewachern zusammensetzten. Als Ausfahrtstermin war der 9. Juni 1917 festgelegt worden, aber nach einer persönlichen Inspektion der vom Kriegsministerium gecharterten Handelsschiffe nahm Admiral Albert Cleaves Rücksprache mit dem Heeresquartiermeister. Er empfahl, den ursprünglichen Abfahrtstermin vom 9. Juni 1917 um fast eine Woche auf den 14. Juni zu verschieben.  Dieses Datum hatte er mit Rücksicht auf die Mondphase gewählt, um den nächtlichen U-Boot-Angreifern vor der französischen Küste bei der Ankunft in Europa keine gute Sicht zu bieten.
Die wenigen Hochseeschiffe der USA erklären die bunt zusammengewürfelte Gruppe von Schiffen, die für die erste Konvois eingesetzt wurden. In der ersten „schnellen“ Gruppe waren die zwei als Kühlschiffe gebauten Tenadores und Pastores und die zwei Passagierschiffe Saratoga. und Havana. Sie waren mit 15 bis 16 Knoten schnell und hatten für die Truppenversorgung mit Verpflegung außerdem Kühlräume bzw. große Provianträume zur Verfügung.

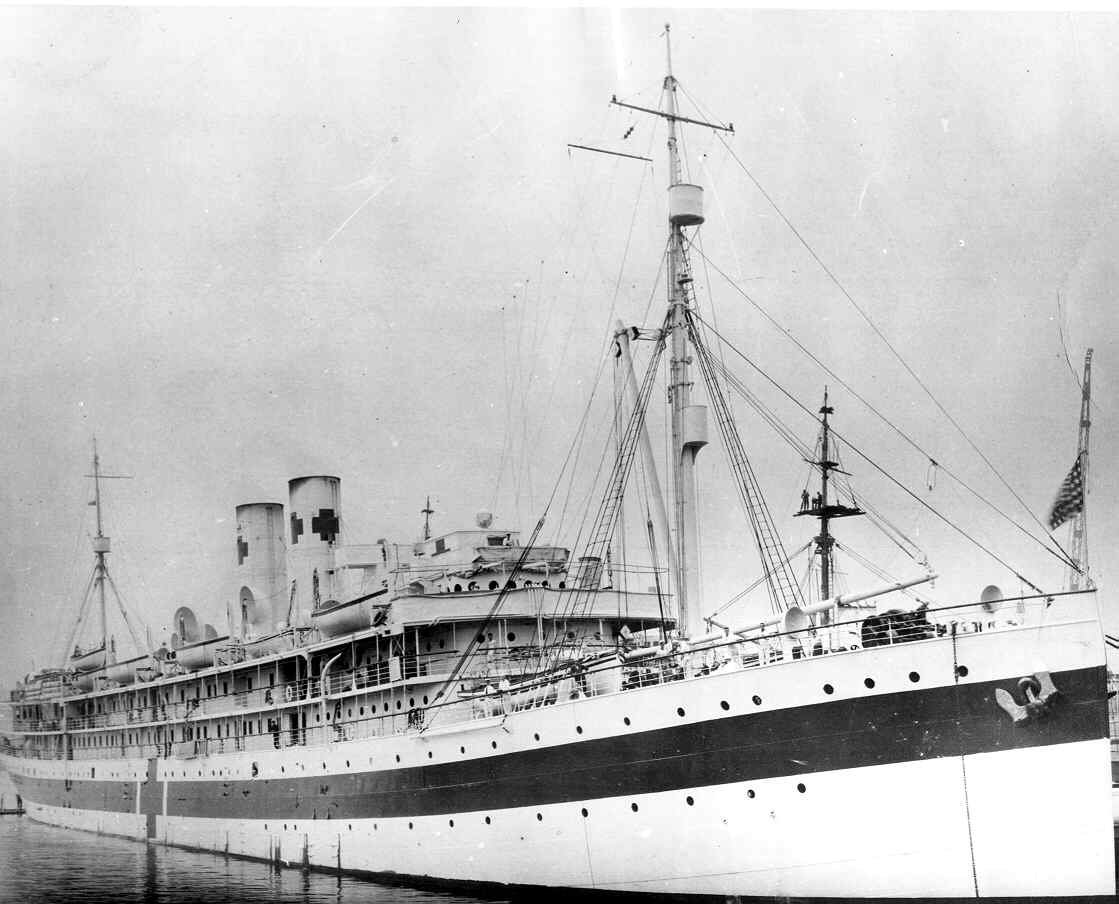
Saratoga
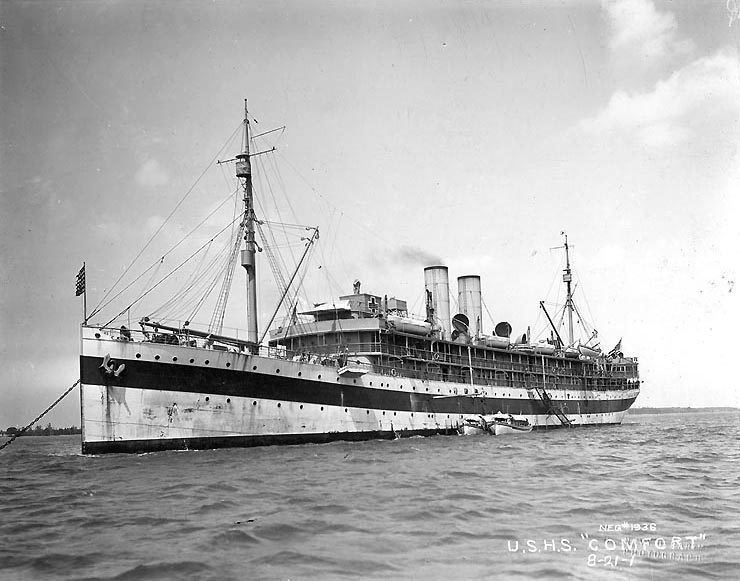
Havana
ehemaliges Kühlschiff Tenadores
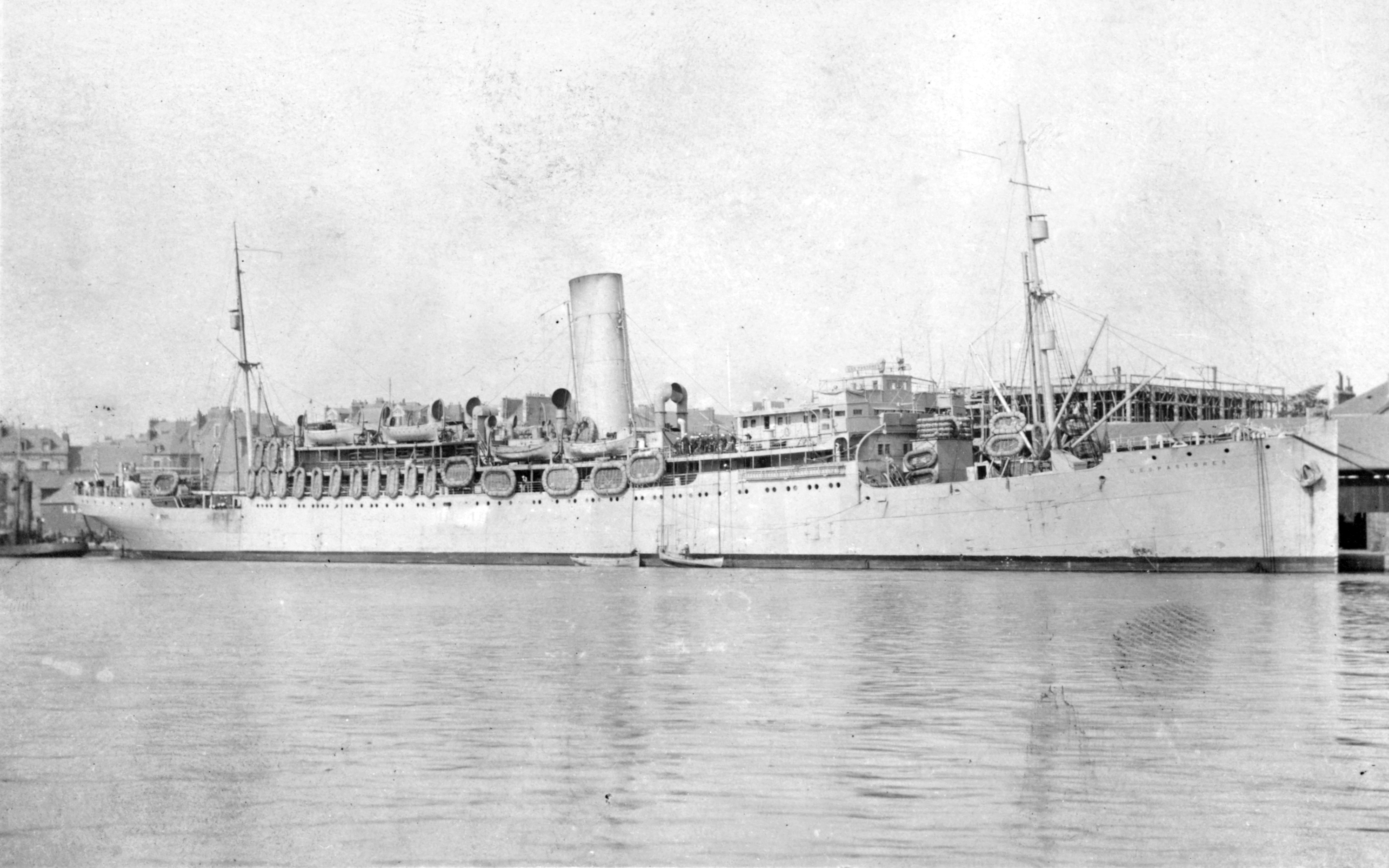
ehemaliges Kühlschiff Pastores
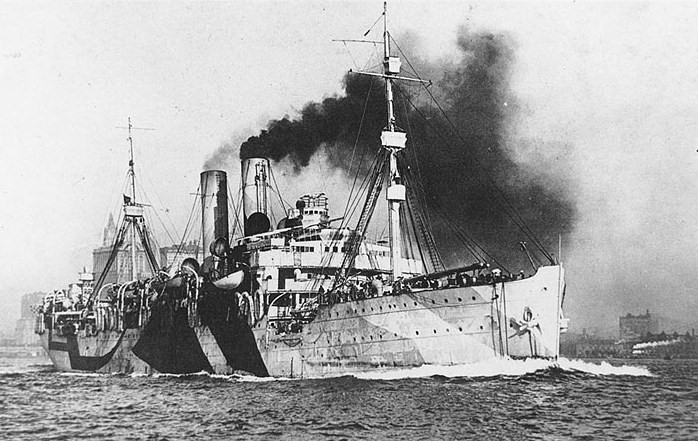
USS DeKalb ex. Prinz Eitel Friedrich

Außerdem befand sich in der ersten Gruppe der beschlagnahmte 1914 in Tsingtau zum Hilfskreuzer umgebaute Dampfer Prinz Eitel Friedrich. Sie hatte nach dem Umbau elf Handelsschiffe mit über 30.000 BRT versenkt, lief am 11. März 1915 in Newport News im US-Bundesstaat Virginia ein, und ließ sich internieren. Die Prinz Eitel Friedrich war ein Reichspostdampfer vom Norddeutschen Lloyd und wurde vorher im Ostasien-Dienst eingesetzt. Ihr Namensgeber war der zweite Sohn des deutschen Kaisers Wilhelm II., Eitel Friedrich von Preußen. Sie wurde 1917 beschlagnahmt und überholt, zum Truppentransporter umgerüstet und nach General Baron Johann de Kalb in USS DeKalb umbenannt. Sie transportierte im Juni 1917 das 5. Regiment des United States Marine Corps und hatte auch in den folgenden Monaten nach dem Kriegseintritt der USA vorwiegend die Verschiffung von Einheiten des Marine Corps durchgeführt. Sie war 1917 und 1918 an über 10 Transporten beteiligt und beförderte rund 11.000 Soldaten nach Frankreich. Nach dem Krieg war die USS DeKalb auch an der Rückführung der Soldaten beteiligt und brachte in weiteren acht Reisen rund 20.000 Soldaten in die USA zurück.
Die erste Gruppe mit den Kühl- und Passagierschiffen fuhr mit fünfzehn Knoten, die zweite mit vierzehn, die dritte mit dreizehn und die letzte mit elf Knoten. Während der gesamten Reise herrschte angenehmes Wetter und die Moral der Truppe war gut.

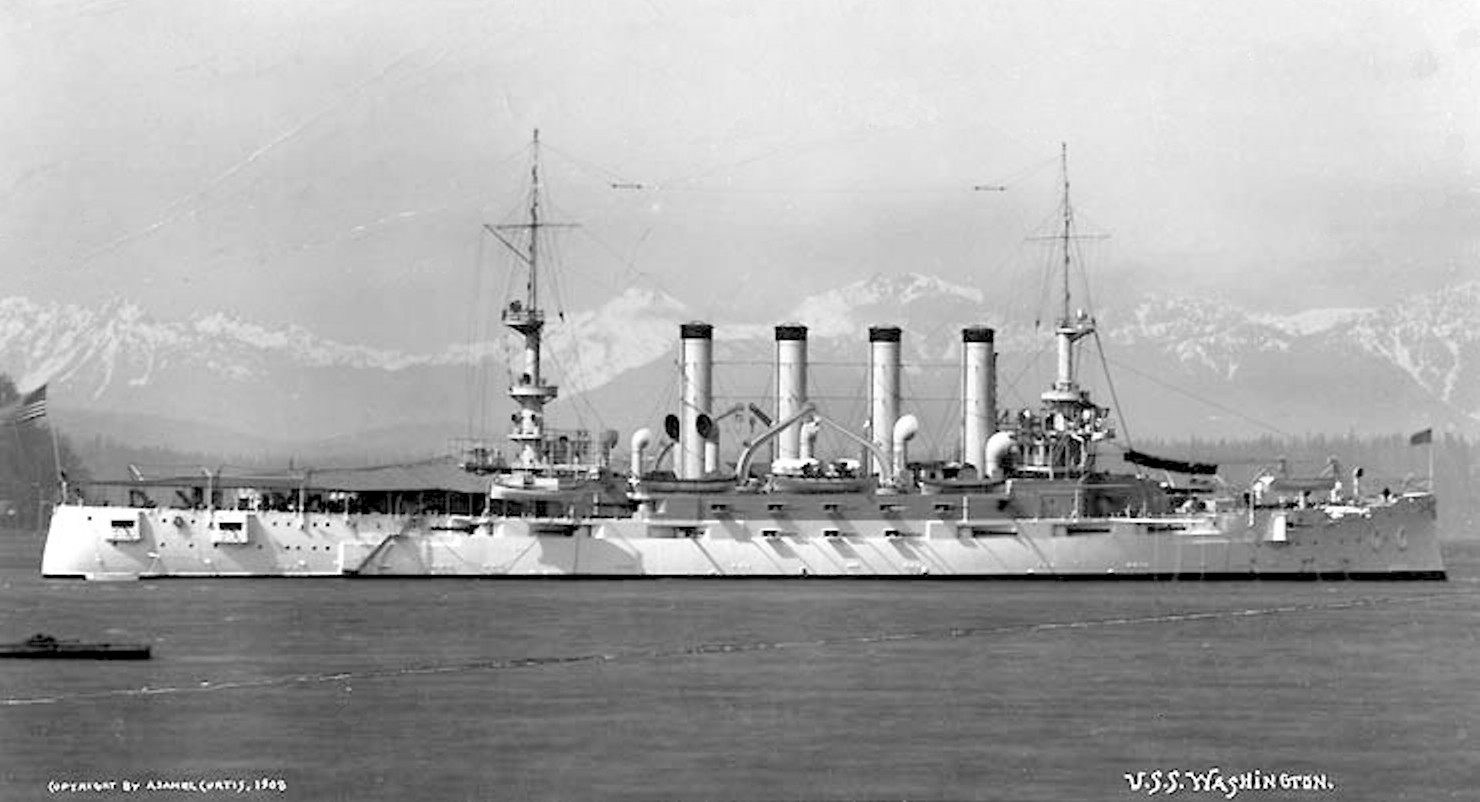
Panzerkreuzer Seattle
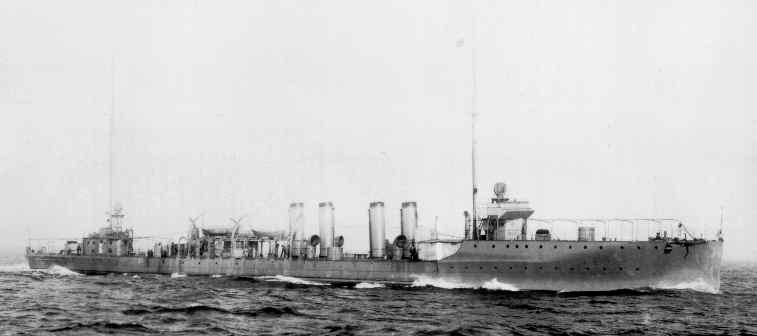
Zerstörer Wilkes
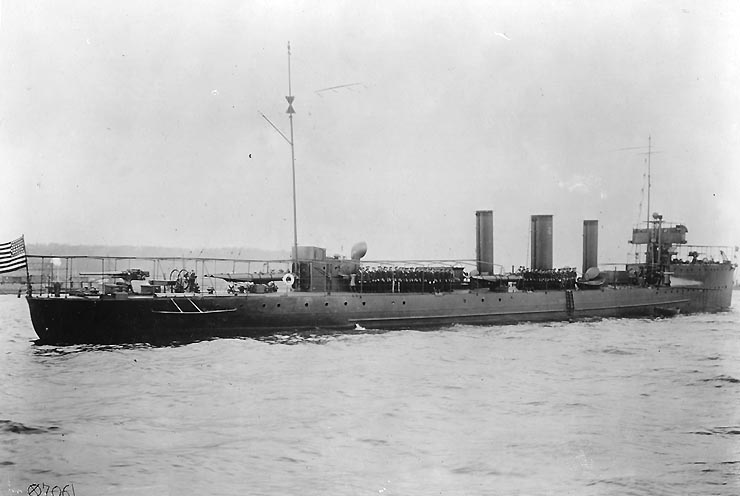
Zerstörer Terry
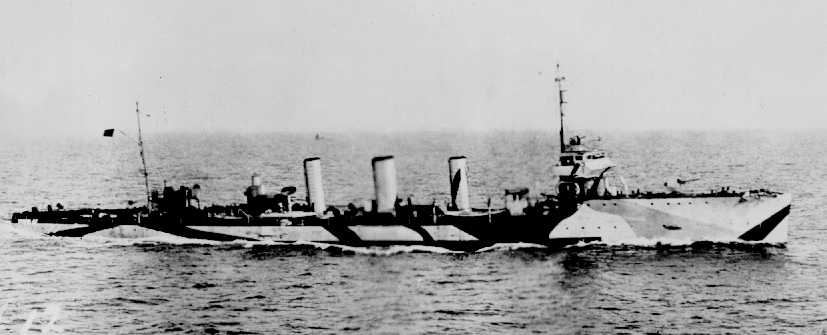
Zerstörer Roe
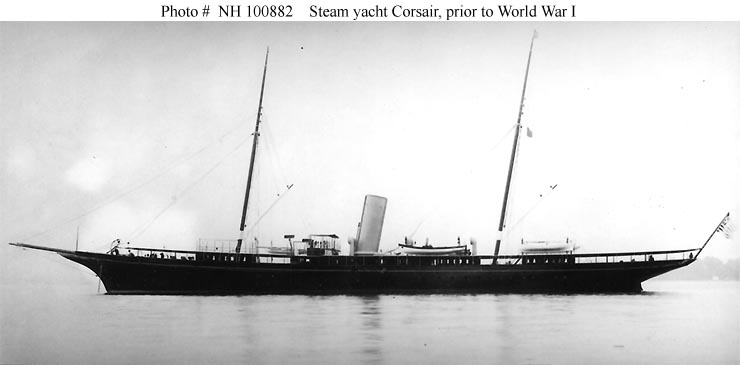
Jacht Corsair

## ÖltankerMaumee

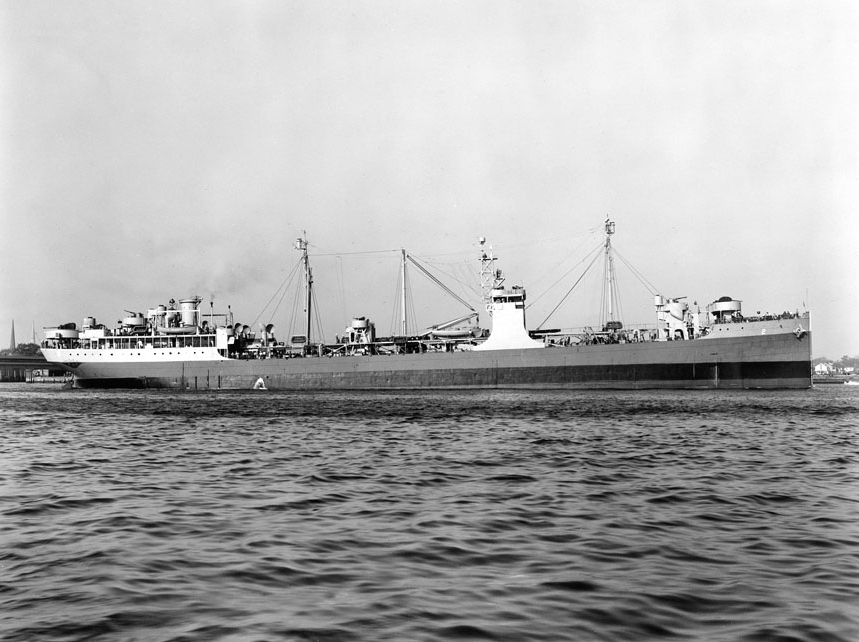
Öltanker USS Maumee

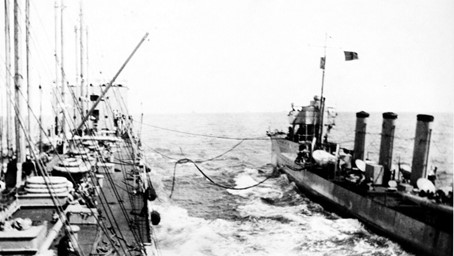
Öltanker USS Maumee beim Ölen auf See

Zur Gesamtlogistik gehörte mit der Maumee auch ein Öltanker, um die Zerstörer aufzutanken, wenn das erforderlich war. Mit der Betankung von Zerstörern leistete die Maumee Pionierarbeit bei der Betankung von Schiffen auf hoher See und ermöglichte den Marineschiffen eine größere Reichweite. Diese Unabhängigkeit erwies sich im Ersten Weltkrieg als wichtig, da ein Teil der Zerstörer mit Kohlenfeuerung schon umgekehrt war.
Die Maumee startete einige Tage vor der Expedition von Boston, um die ihr zugewiesene Station etwa 300 Meilen südlich von Grönland etwa auf der halben Fahrtstrecke des Konvois einzunehmen. Das Ölen auf See war eines der Manöver, das erst vor dem Krieg unter dem Kommando von Gleaves mit den Zerstörern entwickelt und geübt worden war. Nur die neuesten Zerstörer konnten mit einer Tankfüllung den Atlantik überqueren. Die alten Schiffe schafften nur die halbe Strecke und mussten daher von der Maumee aufgetankt werden. Die Gruppenkommandeure wurden mündlich über die Position der Maumee informiert, und diese Position war auch in den versiegelten Anweisungen für jedes Schiff enthalten.
Am 4. Juni reiste Admiral Albert Gleaves nach Washington für letzte Anweisungen vom Minister. Am 7. Juni 1917 erließ er einen geheimen Befehl an die Kommandanten der Schiffe dieser Ersten Transportflotte, der in 8 Punkten das Verhalten der Offiziere und Besatzungen beinhaltete.

## Juni 1917  1. bis 4.  Konvoi, Überfahrt nach Frankreich
Die Abfahrt und Geschwindigkeit der einzelnen Konvoigruppen war so geplant, dass die Geschwindigkeitsunterschiede zwischen den Gruppen durch die Atlantiküberquerung die Zeit ihrer Ankünfte staffelte, damit der kleine Hafen von Saint-Nazaire jede Gruppe aufnehmen konnte. Andererseits wurden in Brest künstliche Aktivitäten produziert, damit der Feind Brest als Ankunfthafen annehmen musste. Das Gebiet der größten Aktivität der deutschen U-Boot-Aktivitäten lag östlich des zwanzigsten Längengrades und in einem Umkreis von fünfhundert Meilen der Azoreninsel Faial. Es wurden alle Anstrengungen unternommen, die Fahrt des Konvois geheim zu halten. aber es wurde davon ausgegangen, dass die Abfahrt des Konvois aus den Vereinigten Staaten und die Stunde der Abfahrt nicht geheim blieb.
Der Konvoi mit den zu Truppentransportern umgebauten Kühl- und Passagierschiffen startete am 14. Juni in New York. Die Eskorte, bestehend aus dem Panzerkreuzer Seattle, Flaggschiff des Admirals, der umgebauten Yacht Corsair, dem Hilfskreuzer DeKalb sowie den Zerstörern Wilkes Terry und Roe versammelten sich am Ambrose Kanal Leuchtfeuer, formierten sich und fuhren ohne Verzögerung auf dem vom den Gruppenkommandanten vorgegebenen Kurs und Geschwindigkeit in Richtung Frankreich. Die älteren kohlebefeuerten Zerstörer blieben mit der Gruppe so weit zurück, dass die Zerstörer mit den restlichen Bunkervorräten in den US-Hafen zurückkehren konnten.
Die Corsair war nicht in der Lage, die Geschwindigkeit von 15 kn zu halten und wurde durch den Zerstörer Fanning aus der zweiten Gruppe ersetzt. Es gab mehrfach U-Boot-Alarm ohne das U-Boote gesichtet wurden oder angebliche Torpedos trafen. Es herrschte Funkstille, die Schiffe wurden nachts vollständig abgedunkelt und fuhren im Zickzackkurs, um angreifenden U-Booten keine freie Schussbahn zu bieten.

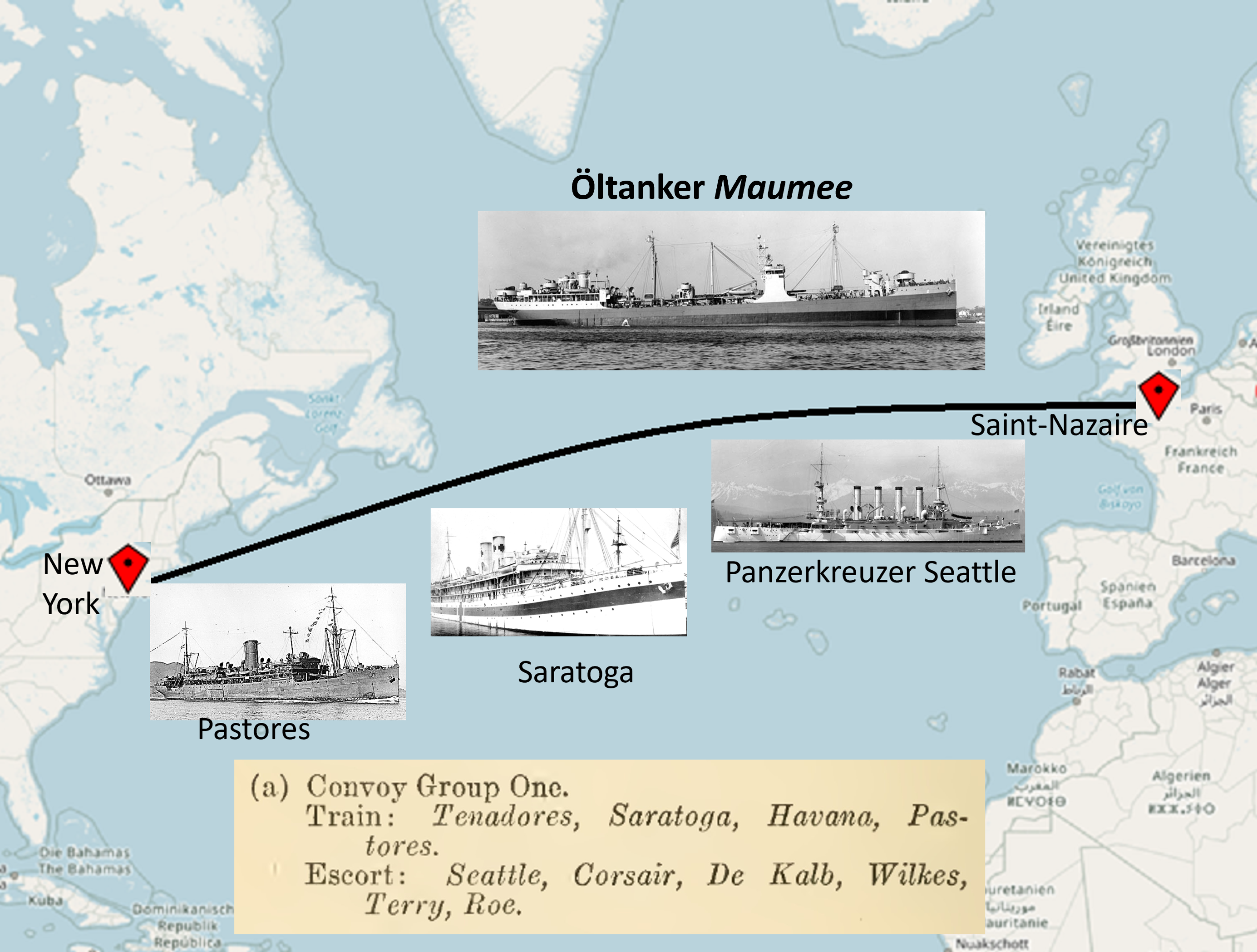
Darstellung der 1. Überfahrt von New York nach Saint-Nazaire mit einer Liste der beteiligten Schiffe

## Ende Juni 1917 Ankunft in St. Nazaire
Am 24. Juni wurden die Queenstown-Zerstörer der US-Navy, die am 7. Mai 1917 von Boston aus für Patrouillenfahrten in die Irische See gesandt wurden, am vereinbarten Ort gesichtet. Sie nahmen im Konvoi ihre Positionen ein und ergänzten den Geleitschutz. Die französische Eskorte, bestehend aus zwei kleinen Zerstörern, trafen sie am 25. Juni und am nächsten Tag erreichte die 1. Gruppe St. Nazaire und ankerten am 26. Juni in der Loire.
Die 2. Gruppe erreichte St. Nazaire am nächsten Tag und die 3. Gruppe am 28. Juni. Die letzte und 4. Gruppe traf am 2. Juli in St. Nazaire ein.

## 11. November 1918, Waffenstillstand
Als der Waffenstillstand am 11. November 1918, unterzeichnet wurde, waren rund 2,1 Mio. Soldaten der amerikanischen Truppe aus Amerika in Europa gelandet. Rund 46 Prozent der Truppen davon wurden von US-Kreuzer- und Transportschiffen transportiert, die Briten transportierten rund 49 %, die Franzosen 2,5 % und von England gecharterte italienische Schiffe den Rest. Die Transporteinheiten und Eskorte der US-Flotte zählte 24 Kreuzer und 42 Transportschiffe, die mit rund 3.000 Offizieren und 42.000 Mann besetzt waren. Die zwanzig internierten Passagierdampfer aus Deutschland transportierten rund ein Viertel der Truppen über den Atlantik.